# Mueller (Nuova Zelanda)
Il fiume Mueller è un fiume della West Coast dell'Isola del Sud della Nuova Zelanda. Nasce dalle sorgenti delle Alpi meridionali, e sfocia dopo 17 km nel fiume Turnbull. L'intero fiume Mueller attraversa il Parco nazionale Mount Aspiring. Il fiume è stato chiamato così in onore del botanico ed esploratore Ferdinand von Mueller.